# Vật thể bay không xác định

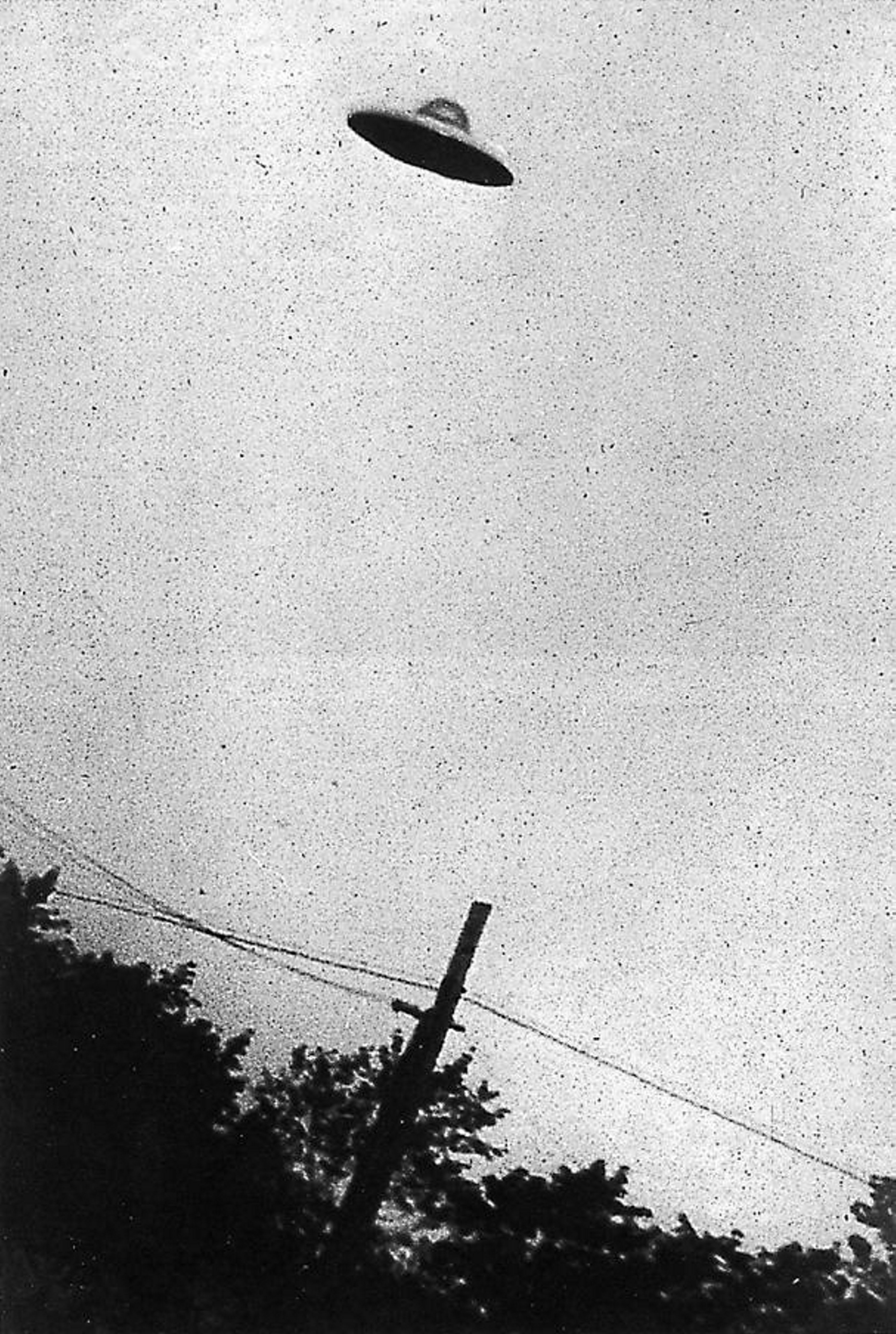
Tấm ảnh dường như cho thấy UFO chụp ngày 31 tháng Bảy năm 1952 ở New Jersey

Một vật thể bay không xác định, còn được gọi là UFO (viết tắt của Unidentified flying object trong tiếng Anh) là bất kỳ hiện tượng trên không được trông thấy mà không thể được nhận dạng hay giải thích ngay lập tức. Khi điều tra, hầu hết các UFO được xác định là các vật thể hoặc hiện tượng khí quyển đã được biết đến, trong khi một số nhỏ vẫn chưa
Những nhà khoa học và những tổ chức hoài nghi như Ủy ban Điều tra Hoài nghi đã đưa ra các lời giải thích tầm thường về một số lượng lớn các UFO được cho là do hiện tượng tự nhiên, công nghệ của con người, ảo tưởng hoặc trò lừa bịp gây ra. Các nhóm nhỏ nhưng lớn tiếng của "những nhà UFO học" ủng hộ các giả thuyết không theo quy ước, giả khoa học, một số trong số đó vượt ra ngoài tuyên bố về các chuyến thăm do người ngoài hành tinh điển hình và đôi khi là một phần của các tôn giáo mới.
Trong khi những lần bắt gặp bất thường đã được báo cáo trên bầu trời xuyên suốt lịch sử, UFO đã không đạt được sự nổi bật về văn hóa thời nay cho đến giai đoạn sau Thế chiến thứ II, leo thang trong Thời đại Không gian. Thế kỷ thứ 20 đã chứng kiến những cuộc nghiên cứu và điều tra về các báo cáo UFO được thực hiện bởi một số chính phủ (chẳng hạn như các Dự án Grudge and Sign ở Hoa Kỳ và Dự án Condign ở Vương quốc Anh), cũng như bởi nhiều tổ chức và cá nhân.

## Lịch sử

### Trước thế kỷ thứ 20

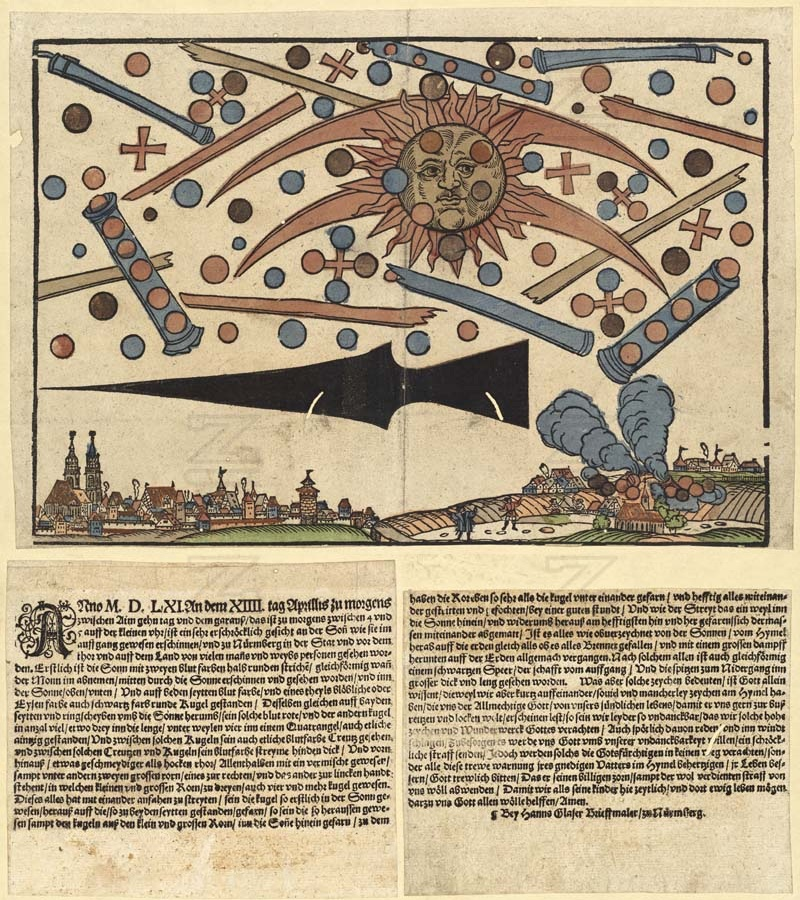
Hiện tượng thiên thể năm 1561 trên Nuremberg được in trong một thông báo tin tức có hình vẽ. Những người đam mê UFO mô tả hiện tượng này như một trận chiến trên không và có nguồn gốc ngoài Trái đất. Những người hoài nghi cho rằng hiện tượng này có khả năng là một mặt trời giả.

Con người đã quan sát bầu trời xuyên suốt lịch sử, và đôi khi bắt gặp những cảnh tượng bất thường: chẳng hạn như sao chổi, thiên thạch sáng, một hoặc nhiều hơn trong số năm hành tinh có thể dễ dàng nhìn thấy bằng mắt thường, các hành tinh giao hội và các hiện tượng quang học trong khí quyển như mặt trời giả và mây hình thấu kính. Một ví dụ đặc biệt nổi tiếng là Sao chổi Halley: hiện tượng này được các nhà thiên văn Trung Quốc ghi lại lần đầu tiên vào năm 240 trước Công nguyên và thậm chí có thể sớm đến tận năm 467 trước Công nguyên. Vì nó đi qua hệ mặt trời phía bên trong cứ sau 76 năm, nó thường được xác định là một sự kiện biệt lập độc nhất trong các tài liệu lịch sử cổ đại khi các tác giả không biết rằng đây là một hiện tượng lặp lại. Những ghi nhận như vậy trong lịch sử thường được coi như những điềm báo/điều kỳ diệu siêu nhiên, thiên thần hoặc những điềm báo tôn giáo khác. Trong khi những người đam mê UFO đôi khi nhận xét về sự tương đồng giữa một số biểu tượng tôn giáo nhất định trong các bức tranh thời Trung cổ và các báo cáo về UFO, đặc tính kinh điển và tính biểu tượng của những hình ảnh đó được các nhà sử học nghệ thuật ghi lại bằng cách áp đặt nhiều lời giải thích tôn giáo thông thường hơn vào những hình ảnh như vậy.
Một số ví dụ về các quan sát tiền hiện đại về các hiện tượng bất thường trên không:
- Julius Obsequens là một nhà văn La Mã, người được cho là đã sống vào giữa thế kỷ thứ tư sau Công nguyên. Tác phẩm duy nhất gắn liền với tên tuổi này là Liber de prodigiis (Cuốn sách của những Thần đồng), được trích hoàn toàn từ một sách toát yếu được viết bởi Livy; De prodigiis được xây dựng như một lời kể về những điều kỳ diệu xảy ra ở Rome từ năm 249 đến năm 12 trước Công nguyên. Một khía cạnh trong những tác phẩm của Obsequens đã khiến cho một số người đam mê UFO hứng thú là ông đề cập đến những thứ di chuyển trên bầu trời. Có thể đó là mô tả về thiên thạch, và, vì Obsequens đang viết khoảng 400 năm sau các sự kiện mà ông mô tả, nên văn bản không phải là lời kể của những người chứng kiến tận mắt.[4][5]
- Một bức tranh khắc gỗ của Hans Glaser xuất hiện trên một tờ báo rộng vào năm 1561 đã được giới văn hóa đại chúng coi là "hiện tượng thiên thể trên Nuremberg" và có liên quan đến nhiều tuyên bố về phi hành gia cổ đại khác nhau.[6] Theo nhà văn Jason Colavito, hình ảnh đại diện cho "sự miêu tả gián tiếp của một mặt trời giả lòe loẹt", một hiện tượng quang học khí quyển đã được biết đến.[7] Một báo cáo tương tự đến từ năm 1566 tại Basel và, thật vậy, vào thế kỷ thứ 15 và 16, nhiều tờ rơi viết về "phép lạ" và "cảnh tượng trên trời".
- Vào ngày 25 tháng Một năm 1878, tờ Denison Daily News đăng một bài báo trong đó John Martin, một nông dân địa phương, kể rằng đã nhìn thấy một vật thể lớn, tối, hình tròn giống như một quả bóng bay bay "với tốc độ tuyệt vời". Martin, theo thông tin từ tờ báo, nói rằng nó có kích thước tương đương với một cái đĩa theo quan điểm của anh, một trong những cách sử dụng đầu tiên của từ "đĩa" (sau này thành "đĩa bay") liên quan đến UFO.[8] Vào tháng Tư năm đó, các báo cáo về "các khinh khí cầu bí ẩn" như vậy ở nhiều vùng khác nhau của Hoa Kỳ khá giống với những làn sóng UFO hiện đại. Nhiều người thậm chí báo cáo rằng họ đã nói chuyện với các phi công điều khiển các đĩa bay đó. Những báo cáo về nhiều con tàu kỳ lạ và ánh sáng nhân tạo trên bầu trời đã được đăng trên các tờ báo địa phương trong hai thập kỷ sau đó, đỉnh điểm là vụ hoảng loạn hàng loạt vào năm 1897, nơi một số người lo sợ rằng Thomas Edison đã tạo ra một ngôi sao nhân tạo có thể bay quanh đất nước. Khi được hỏi ý kiến về những báo cáo như vậy, Edison nói, "Tôi đảm bảo với bạn rằng đó là tin giả hoàn toàn."[9][10]

### Thế kỷ 20 và sau đó
Tại các chiến trường Thái Bình Dương và châu Âu trong Thế chiến thứ hai, những quả cầu lửa tròn, phát sáng được gọi là "foo fighter" đã được các phi công của phe Đồng minh và phe Trục báo cáo. Một số lời giải thích của Đồng minh được đưa ra vào thời điểm đó bao gồm ngọn lửa của Thánh Elmo, hành tinh Kim, ảo giác do thiếu oxy, hoặc vũ khí bí mật của Đức. Năm 1946, hơn 2.000 báo cáo được thu thập, chủ yếu bởi quân đội Thụy Điển, về các vật thể trên không không xác định trên bầu trời các quốc gia Scandinavia, cùng với những báo cáo biệt lập từ Pháp, Bồ Đào Nha, Ý và Hy Lạp. Các vật thể này được gọi là "mưa đá Nga" (và sau này là "tên lửa ma") vì người ta cho rằng các vật thể bí ẩn này có thể là những vụ thử tên lửa V1 hoặc V2 của Đức do Nga chiếm được và tiến hành. Hầu hết trong số chúng được xác định là hiện tượng tự nhiên như thiên thạch.
Cơn sốt UFO phổ biến do nhiều người ghi nhận bắt nguồn từ việc truyền thông đăng tin hàng loạt các báo cáo vào ngày 24 tháng Sáu năm 1947, rằng một phi công dân sự tên là Kenneth Arnold cho biết đã nhìn thấy chín vật thể bay thành đội hình gần Núi Rainier ở Hoa Kỳ. Vào thời điểm đó, anh ta mô tả các vật thể bay giống như một cái đĩa, dẫn đến các báo chí đưa tin là "đĩa bay". Chẳng bao lâu, các báo cáo về bắt gặp đĩa bay trở thành chuyện thường ngày, với một ví dụ đặc biệt nổi tiếng là vụ Roswell, nơi mà tàn tích của một quả bóng bay bị bắn rơi được một nông dân thu hồi và bị quân nhân tịch thu. Câu chuyện nhận được ít sự chú ý vào thời điểm đó, nhưng người ta bắt đầu quan tâm lại vào những năm 1990 khi công chúng dậy sóng xung quanh việc phát sóng video khám nghiệm tử thi Người ngoài hành tinh được quảng cáo là "video quay thực" nhưng sau đó được thừa nhận là một "màn tái hiện" bị dàn dựng. Nhiều người tự nhận đã bắt gặp UFO nói rằng họ đã tương tác với người ngoài hành tinh lái tàu vũ trụ đó và một số ít người nói rằng họ đã tự mình đến thăm các tàu bay. Năm 1961, câu chuyện về vụ bắt cóc do người ngoài hành tinh đầu tiên đã gây chấn động khi Barney và Betty Hill bị thôi miên sau khi nhìn thấy một UFO và nói rằng những ký ức mất đi nhớ lại về trải nghiệm của họ ngày càng trở nên chi tiết hơn với những năm tháng trôi qua.
Khi các câu chuyện truyền thông và đồn đoán đang tràn lan ở Mỹ, vào năm 1953, các quan chức tình báo (Ban Robertson) lo ngại rằng "những cuộc xâm nhập thực sự" của máy bay kẻ thù "trên lãnh thổ Hoa Kỳ có thể bị lẫn vào trong một mớ ảo tưởng lập dị" của các báo cáo về UFO. Truyền thông được nhờ giúp gỡ rối và can ngăn các báo cáo về UFO, đỉnh điểm là một chương trình truyền hình đặc biệt năm 1966, "UFO: Bạn, Thù hay Tưởng tượng?", trong đó Walter Cronkite "kiên nhẫn" giải thích cho người xem rằng UFO chỉ là tưởng tượng. Cronkite nhờ Carl Sagan và J. Allen Hynek giúp, người đã nói với Cronkite, "Cho đến thời điểm này, không có bằng chứng khoa học hợp lệ nào cho thấy chúng ta đã được tàu vũ trụ đến thăm". Một quan chức thuộc NICAP (Ủy ban Điều tra Quốc gia Về Hiện tượng Trên không) Donald E. Keyhoe viết rằng Phó Đô đốc Roscoe Hillenkoetter, giám đốc đầu tiên của CIA, "muốn công khai bằng chứng về UFO".
Một hội đồng của Viện Hàn lâm Khoa học Quốc gia năm 1969 đã xem xét Báo cáo của Condon và tán thành với nó, nhận xét rằng: "Trong khi nghiên cứu sâu hơn về các khía cạnh cụ thể của chủ đề (ví dụ, các hiện tượng khí quyển) có thể hữu ích, một nghiên cứu về UFO nói chung không phải là một cách có triển vọng để mở rộng hiểu biết khoa học về các hiện tượng." Sử dụng kết luận của ban, Lầu Năm Góc thông báo rằng họ sẽ không điều tra các báo cáo về UFO nữa. Theo Keith Kloor, "sức quyến rũ của đĩa bay" vẫn còn phổ biến với công chúng vào những năm 1970, thúc đẩy việc sản xuất những bộ phim khoa học viễn tưởng như Close Encounters of the Third Kind và Alien, "tiếp tục thu hút sự say mê của công chúng". Kloor viết rằng vào cuối những năm 1990, "các chủ đề phụ UFO lớn khác đã được đưa vào văn hóa đại chúng một cách nổi bật, chẳng hạn như hiện tượng bắt cóc và câu chuyện về âm mưu của chính phủ, thông qua những cuốn sách bán chạy và, tất nhiên là, Hồ sơ X ".

#### Những vụ việc và sự kiện đáng chú ý

##### Anh
Sự kiện ở Rừng Rendlesham là một loạt các trường hợp bắt gặp những ánh sáng được báo cáo mà lại không giải thích được gần Rừng Rendlesham ở Suffolk, Anh vào cuối tháng Mười Hai năm 1980, sau đó liên quan đến các lời khai về UFO hạ cánh.

##### Pháp
Những vụ việc bắt gặp UFO nổi bật nhất ở Pháp bao gồm:
- sự kiện UFO Valensole năm 1965.
- Vụ việc Trans-en-Provence năm 1981.

##### Hoa Kỳ
- Trong sự kiện UFO Kecksburg, Pennsylvania (1965), người dân cho biết họ đã nhìn thấy một vật thể đâm xuống trong khu vực.
- Năm 1975, Travis Walton tuyên bố bị người ngoài hành tinh bắt cóc. Bộ phim Fire in the Sky (1993) dựa trên sự kiện này, nhưng đã thêm thắt rất nhiều cho câu chuyện gốc.
- "Ánh sáng trên bầu trời Phoenix" vào ngày 13 tháng Ba năm 1997

## Từ nguyên
Ngày 25 tháng 1 năm 1878, nhật báo Deninson viết rằng John Martin, một nông dân địa phương, ngày hôm trước đã báo cáo về sự kiện mình nhìn thấy một vật thể to, đen, dạng đĩa bay giống với cái khí cầu đang bay "với vận tốc kinh khủng", và cũng sử dụng từ "cái đĩa" để miêu tả vật thể bay không xác định. Khoảng 70 năm sau đó, năm 1947, phương tiện truyền thông sử dụng thuật ngữ "đĩa bay" để miêu tả những vật thể bay không xác định như Kenneth Arnold đã thấy.
Chín vật thể mà Kenneth Arnold đã nói tới chưa hẳn là có hình dạng "đĩa bay". Arnold lúc đầu miêu tả và vẽ hình tám vật thể mỏng, phẳng, phía đầu thuôn tròn còn phía sau vát cụt trở thành một điểm. (Xem Kenneth Arnold để thấy hình vẽ và các miêu tả chi tiết). Hình vẽ vật thể thứ chín, có phần to hơn, dạng boomerang hoặc hình lưỡi liềm. Dù sao đi nữa, nhiều năm sau, Arnold đã đề nghị sửa cụm từ "giống một cái đĩa" thành "đĩa bay".
Trong tiếng Anh, một thuật ngữ khác cũng được các phương tiện truyền thông quen sử dụng là "flying disks" cũng như "flying saucer".
Giữa năm 1950, một khảo sát cho thấy thuật ngữ "đĩa bay" đã ăn sâu vào trong ngôn ngữ bình thường ở Mỹ. 94% số người được hỏi cho là đã quá quen thuộc với nó, và nó xuất hiện thường xuyên trong tin tức, khá nổi tiếng, vượt trên cả universal military training (75%), bookie (người đánh cược ngựa chuyên nghiệp) (67%), hay cold war (chiến tranh lạnh) (58%).
"Đĩa bay" là thuật ngữ thông dụng dùng cho hầu hết mọi vật thể bay không xác định trên không trung suốt từ cuối thập niên 1940 đến thập niên 1960, thậm chí ngay cả khi chúng không thật sự có dạng đĩa. Thuật ngữ này càng trở nên phổ biến hơn vào cuối thập niên 1960. Việc sử dụng "UFO" thay cho "đĩa bay" được đề nghị lần đầu tiên năm 1952 bởi Edward J.Ruppelt - chủ biên Project Blue Book của không quân Hoa Kỳ, ông ta cảm thấy "đĩa bay" không đủ khả năng nắm bắt mọi khác biệt trong các hiện tượng đang nói tới. Đề nghị của ông ta nhanh chóng được lực lượng không quân chấp nhận.
Thuật ngữ UFO đã dẫn đến nhiều cuộc tranh luận về ngữ nghĩa. Những người hoài nghi cho rằng "UFO" chỉ đơn giản nghĩa là vật thể "không xác định" khi quan sát chứ không phải là không thể giải thích được, như vậy thì ít liên quan đến sự sống ngoài Trái Đất. Ngược lại, có nhà nghiên cứu lại cho rằng thuật ngữ trên hoàn toàn đã giới hạn trong những gì nhìn thấy, mở ra đòi hỏi phải nghiên cứu tiếp, đặt ra thách thức cho những lời giải thích thông thường.
Trong qui chế của không quân Mỹ năm 1954, có định nghĩa về UFOB (Undentified Flying Obbject) là các vật được chuyên chở bằng máy bay trong những nhiệm vụ, có tính khí động học hoặc có những điểm đặc biệt, không chuyên dụng cho máy bay, tên lửa hiện hành, không được nhận diện chính xác như các loại thông thường, hơn nữa UFOB dành riêng cho mục đích bí mật quốc gia và chắc chắn "mang tính chất chuyên môn". Rõ ràng UFBO không thể áp dụng để giải thích những sự kiện nhìn thấy UFO, chẳng hạn hiện tượng ảo giác tự nhiên hay vật thể nhân tạo, ngoại trừ, có lẽ máy bay chưa từng được biết đến có nguồn gốc từ nước khác.
Như vậy, chữ "U" trong UFO, thay vì "không xác định (unidentified) thì thích hợp hơn phải là chưa thể giải thích được (unexplained) hay bất thường (unconventional).
Trong tiếng Tây Ban Nha, Bồ Đào Nha và Pháp, thuật ngữ tương ứng với UFO là OVNI (tiếng Tây Ban Nha: Objeto Volador No Identificado; tiếng Bồ Đào Nha:Objeto Voador Não Identificado; tiếng Pháp: Objet Volant Non Identifié).

## Phát âm
Ruppelt đề nghị rằng "UFO" nên được phát âm thành một từ – "you-foe". Điều này chỉ phổ biến ở Anh, còn ở Mỹ, người ta thích đọc theo cách viết tắt hơn, rõ từng chữ một: "U.F.O.". Nhà vật lý Eward Condon đề nghị nên phát âm là "ooh-foe", song điều này hầu như bị bác bỏ.

## UFO và văn hóa
Không cần đợi đến những lời giải thích cuối cùng, UFO đã trở thành một hiện tượng văn hóa toàn thế giới. Kể từ giữa những năm thập niên 1900, UFO đã là một chủ đề rộng rãi của nhiều cuốn sách, điện ảnh, bài hát, phim tài liệu và các phương tiện truyền thông khác. Chủ đề UFO là chủ đề phổ biến sớm nhất trên phương tiện truyền thông máy tính. Hàng triệu người có những mức độ ưa thích khác nhau về chủ đề này.
UFO đóng một phần vai trò trong du lịch, chẳng hạn ở Roswell, New Mexico, nơi một UFO có thể bị rơi vào năm 1947. (Xem sự kiện UFO ở Roswell.)

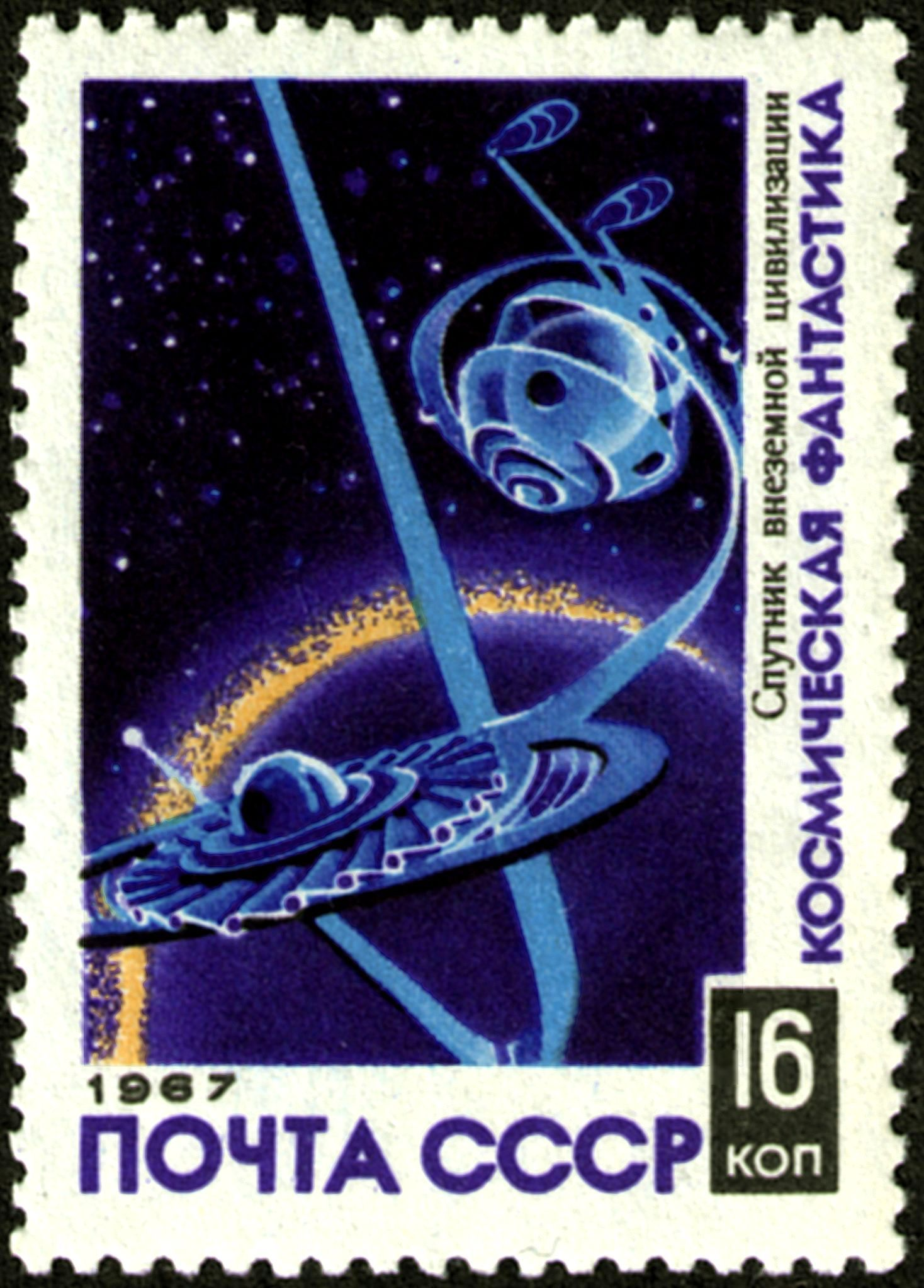
Chiếc tem giá 16 kopeks của Liên bang Xô Viết lấy chủ đề khoa học viễn tưởng: vệ tinh của người ngoài Trái Đất.

Một báo cáo thống kê năm 1996 chỉ ra rằng 71% người Mỹ tin rằng chính phủ đang che giấu thông tin về UFO. Một kết quả báo cáo khác năm 2001 nói rằng 33% số người được hỏi tin rằng "người ngoài Trái Đất đã từng viếng thăm Trái Đất một vài lần trong quá khứ". Hai kết quả khảo sát dường như đã làm lộn xộn và mâu thuẫn khi xem xét rằng chỉ có giả thuyết sự sống ngoài Trái Đất mới là lời giải thích cho UFO.
Năm 2002, khảo sát do kênh truyền hình Sci Fi thực hiện cho kết quả tương tự nhưng tăng thêm số người tin UFO là khí cụ bay ngoài Trái Đất. Lại có khoảng 70% cảm thấy chính phủ không chia sẻ mọi thông tin mà họ biết về UFO và sự sống ngoài Trái Đất. 56% nghĩ UFO là thật và 48% tin UFO đã từng viếng thăm Trái Đất. Dường như người càng trẻ lại càng có niềm tin đó.

## UFO và khoa học
UFO học là ngành khoa học khảo sát, nghiên cứu các báo cáo, nhân chứng về UFO.
Trong khi đa số muốn lờ đi chủ đề này thì một số khác, trong đó có những người không chuyên nghiệp và một vài nhà khoa học tiếp tục nghiên cứu. Chất lượng nghiên cứu của những người không chuyên nghiệp lại rất không đồng đều.
Có một lỗi phổ biến khi cho rằng chỉ có một câu hỏi duy nhất được đặt ra trong chủ đề này là liệu sự xuất hiện của UFO có phải là đại diện cho sinh vật có trí tuệ ngoài Trái Đất hay không (như thế sẽ làm thu hẹp lĩnh vực này và hạn chế tranh luận). Đặt tính xác đáng vật lý của UFO ra một bên, khi nghiên cứu UFO trong lĩnh vực văn học dân gian và nhân chủng học thì ít nhất cũng có thể tìm thấy những khám phá mới trong lĩnh vực tâm lý học (cá thể và xã hội).
Từ cuối thập niên 1940, mọi người trên khắp thế giới đã trở nên quen thuộc với báo cáo về UFO. Các báo cáo có phạm vi rộng lớn với nhiều trường hợp, gồm có các hành tinh, ngôi sao, hệ thống sắp xếp các đám mây, sét hòn, trò đùa cố ý, thử nghiệm máy bay chiến đấu, ảo giác và tàu vũ trụ của sinh vật ngoài Trái Đất. Bất chấp số lượng lớn các báo cáo và sự chú ý của dư luận, cộng đồng khoa học rất ít quan tâm đến UFO. Một phần là do trên thực tế không có những quỹ hỗ trợ cộng đồng hay chính phủ nhằm trợ giúp việc nghiên cứu UFO.
UFO là chủ đề của nhiều nghiên cứu khác nhau trong suốt nhiều năm và đang được mở rộng phạm vi sang khoa học chính xác. Một số cơ quan chính phủ và quân đội của Hoa Kỳ, Canada, Anh, Pháp, Thụy Điển, Bỉ, Brasil, México, Tây Ban Nha và Liên bang Xô Viết đã nhiều lần đưa ra các báo cáo nghiên cứu UFO. Mặc dù gặp vô cùng bối rối trong nhiều trường hợp, song không chính phủ nước nào dám công khai đề xuất rằng UFO đại diện cho dạng sinh vật có trí tuệ ngoài Trái Đất.

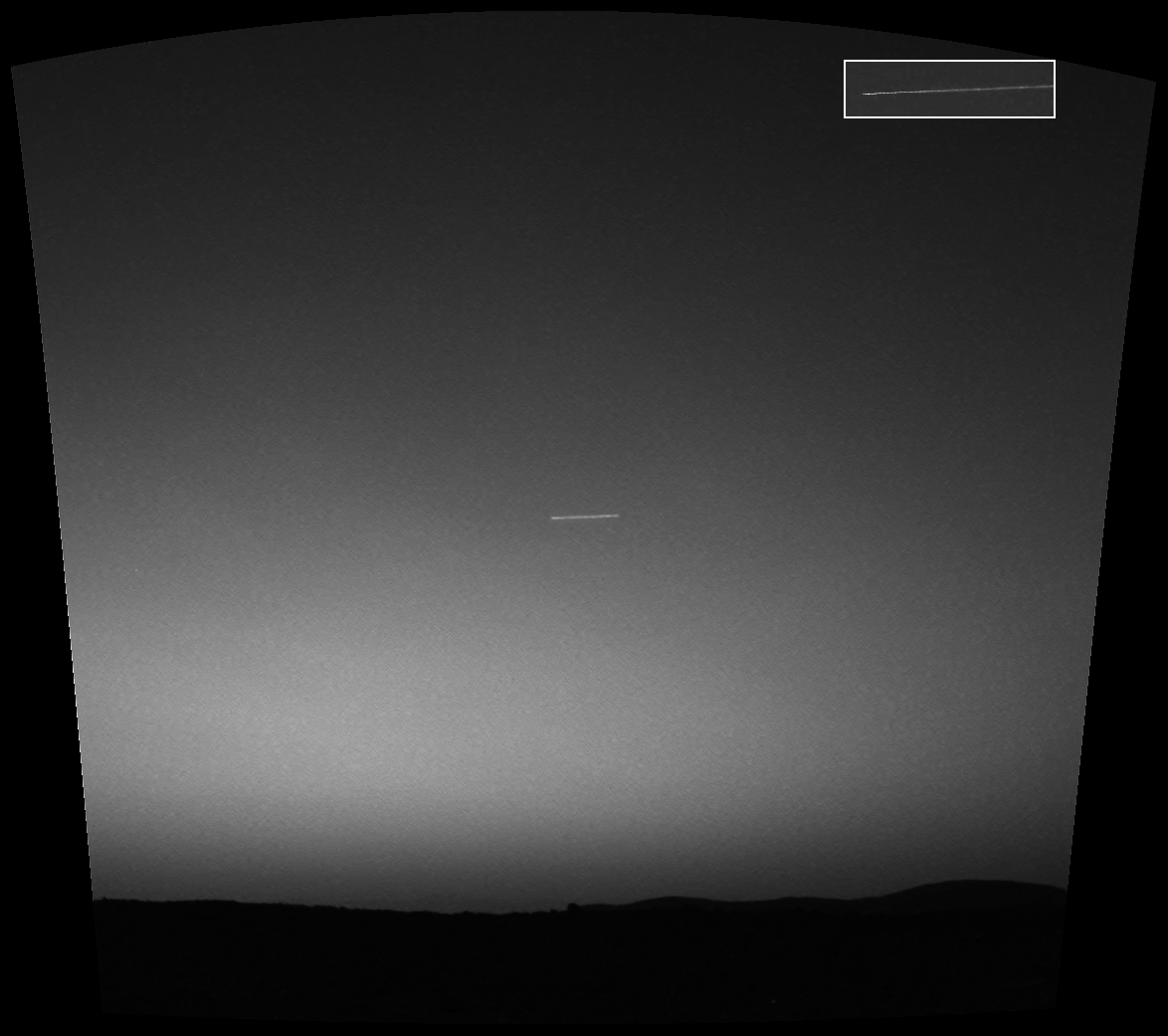
Vật thể bay không xác định xuất hiện trên bầu trời Sao Hỏa. Ảnh do xe tự hành Spirit của NASA chụp

Bất chấp nhiều trường hợp không giải thích được, ý kiến nói chung của cộng đồng khoa học là có thể tất cả mọi chứng kiến về UFO, về cơ bản là kết quả do nhầm lẫn khi quan sát hiện tượng tự nhiên hay nhân tạo, trò đùa cố ý hoặc hiện tượng tâm lý như ảo giác hoặc bệnh lý trong giấc ngủ (thường giải thích hiện tượng thấy bị người ngoài Trái Đất bắt cóc). Thống kê của lực lượng Không quân Hoa Kỳ cho biết những giải thích như thế chỉ chiếm 1% trong tổng số các trường hợp. Song vẫn còn nhiều giảng viên, giáo sư cảm thấy chủ đề này thật là lãng phí thời gian, các chứng cứ thiếu độ tin cậy.
Mặc dù vậy, cũng có ít giáo sư, giảng viên đang tự nghiên cứu chủ đề này. Theo một cuộc khảo sát, do việc ít tìm hiểu, nghiên cứu chủ đề đã làm tăng số người theo phe phản đối, đồng thời tạo nên một xu hướng "không chịu chấp nhận".
Có lẽ giả thuyết nổi trội hơn cả giữa những người ủng hộ là giả thuyết sinh vật ngoài Trái Đất viếng thăm mặc dù giả thuyết huyền bí về UFO cũng có khi được đưa ra.
Những lý do khác được trích dẫn, thể hiện thái độ coi thường của cộng đồng khoa học về chủ đề này:
- Lý luận rằng sinh vật ngoài Trái Đất không thể có lúc đó bởi lẽ khoảng cách và năng lượng đòi hỏi cho việc di chuyển qua không gian, giữa các hành tinh trong thời gian hợp lý (theo như các định luật vật lý đã biết hiện nay).
- Nhiều báo cáo không đáng tin cậy hoặc thiếu thỏa đáng về mặt vật lý nói riêng và khoa học nói chung.
- Nhiều hoàn cảnh có thể dẫn đến nhầm lẫn khi quan sát vật thể thông thường, chẳng hạn khi nhìn qua một khoảng cách trên bầu trời - cách tiếp cận như thế có thể gây nên ấn tượng mạnh ngay từ cái liếc nhìn ban đầu.
- Sự cảm tính nói chung bao trùm khắp chủ đề, trong đó có thể kể đến cách nhìn nhận của nhiều người nghiên cứu nghiệp dư thiếu những trang bị kiến thức khoa học đúng đắn.

Nhiều nhà khoa học đồng ý rằng hình ảnh tàu vũ trụ của sinh vật ngoài Trái Đất là không có thật, lại có ý kiến cho rằng thái độ báo cáo thiếu suy luận cá nhân mà chỉ hiểu được nguyên theo giả thuyết đó. Tại sao, ví dụ, hiện tượng xuất hiện với tần số lớn trong hàng thập kỷ mà lại không thấy nỗ lực cố gắng của sinh vật ngoài Trái Đất nhằm thể hiện sự xuất hiện mơ hồ của chúng? Hay là, nếu một nền văn minh ngoài Trái Đất đã dự định vẽ bản đồ hoặc khảo sát Trái Đất, như giả thuyết, tại sao nó phải thực hiện trong thời gian dài đến thế, trong khi với kỹ thuật của chúng lúc nay, chẳng hạn vệ tinh, có thể làm việc đó rất nhanh chóng.
- Phần nhiều trong số lý lẽ nghi ngờ chỉ dựa vào việc đoán chừng, giả thuyết về ý đồ và kỹ thuật của sinh vật ngoài Trái Đất. Tại sao chúng phải che giấu sự tồn tại của chúng? Tại sao mối quan tâm của chúng chỉ hạn chế hướng vào các quan sát vật lý đơn giản? Tại sao việc di chuyển giữa các hành tinh gần như không thể, tóm lại, về căn bản chỉ biết thừa nhận kỹ thuật và khoa học của chúng hiện đại, cao cấp hơn nhiều so với nhân loại ngày nay.
- Một số lý lẽ thiếu sự hiểu biết. Rất nhiều các hiện tượng, ví dụ "ánh sáng kỳ lạ trên bầu trời", có thể dễ dàng là do nhầm lẫn đơn giản, còn cấu trúc vật thể thay đổi ở mức độ hẹp, thường do hiệu ứng vật lý (xem ở dưới).

Theo một cuộc khảo sát chính thức năm 1977 của Hiệp hội Thiên văn Hoa Kỳ (American Astronomical Society) thì đa số người trả lời (1356 người, hơn một nửa số thành viên cơ quan) nghĩ UFO xứng đáng được nghiên cứu và tỏ ý muốn đóng góp thời gian và chuyên môn cho cho việc nghiên cứu, cụ thể:
- 53% cảm thấy UFO chắc chắn hoặc có thể là một chủ đề đáng được nghiên cứu khoa học trong tương lai, đối lập với 20% cảm thấy chắc chắn hay có lẽ không phải vậy.
- 80% bày tỏ thiện chí đóng góp trong việc giải đáp bí ẩn UFO.
- Việc thiếu kiến thức đã làm cho những người theo phe phản đối thiếu ham muốn nghiên cứu. Chỉ 29% trong số người dành ít hơn 1 giờ để đọc chủ đề cảm thấy nghiên cứu sâu hơn nữa là hợp lý, đối lập với 68% số người đã dành trên 300 giờ.
- Những nhà khoa học trẻ có đam mê hơn những nhà khoa học lớn tuổi.
- Số người theo phe phản đối chống giả thuyết sinh vật ngoài Trái Đất viếng thăm tăng cao. Có lẽ cách giải thích thông thường như trò lừa đảo hoặc máy bay thông dụng/không thông dụng hay hiện tượng tự nhiên đã tăng số người theo phe hoài nghi từ 30% đến 23%, đối lập với 3% tin UFO thực sự là phi thuyền của sinh vật ngoài Trái Đất.

Một khảo sát khác thực hiện năm 1973 trên 400 thành viên Viện Hàng không Vũ trụ Hoa Kỳ, khoảng 2/3 nghĩ rằng UFO có thể có thật, có lẽ hoặc nhất định là một vấn đề có ý nghĩa khoa học. 5% nói rằng họ đã từng chứng kiến UFO, 10% nghĩ UFO đến từ vũ trụ.
Tác giả khảo sát đã trên chú ý tính chất nghiêm túc trong những người trả lời, có thể họ sợ sự chỉ trích từ phía các đồng nghiệp và danh tiếng bị nhạo báng. Nhiều nhà khoa học quan tâm nghiên cứu UFO nhưng thích làm việc yên tĩnh một mình hơn bởi sợ bị nhạo báng.

## Những ghi chép tiêu biểu về UFO
- Dạng đĩa, phía trước thóp nhỏ.
- Những ánh sáng chuyển động nhanh - mà đã được ghi nhận sớm nhất rằng chuyển động của nó như "chiếc đĩa nhảy vụt lên khỏi mặt nước". Đĩa bay đôi khi được ghi nhận là có chuyển động "lảo đảo" ở tốc độ thấp.
- Dạng hình tam giác lớn hoặc nguồn sáng hình tam giác (xem UFO hình tam giác đen).
- Hình điếu thuốc với những cửa sổ sáng.
- Các dạng khác: hình chữ V, hình cầu, vòm, hình thoi, khối không có hình dạng xác định màu đen, hình trứng và hình trụ.

### Phân loại theoJacques Vallée

#### Loại I

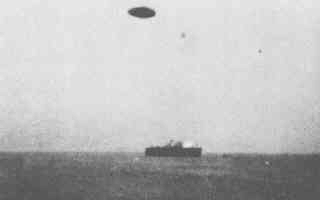
Một ví dụ về UFO loại I

Vật thể lạ hình cầu, đĩa hoặc dạng khối hình khác, đáp trên hoặc gần mặt đất (chừng độ cao cây, hoặc thấp hơn, có thể đi kèm dấu vết như nhiệt độ cao, chói sáng hoặc có hiệu ứng lên máy móc.
- Trên hoặc gần mặt đất
- Trên hoặc gần mặt nước
- Hoạt động hay dấu hiệu sáng chói gây sự chú ý
- Vật thể có vẻ như đang "trinh sát" một phương tiện giao thông của Trái Đất

#### Loại II

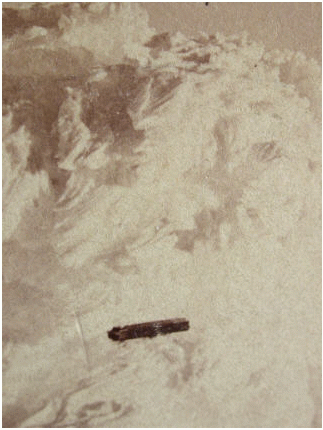
Một ví dụ về loại II của UFO

Vật thể lạ có dạng hình trụ đứng trên bầu trời, kèm theo một đám mây. Hiện tượng này thường được đặt cho nhiều cái tên như "điếu thuốc-mây" hay "khối cầu-mây".
- Chuyển động một cách bất thường trên bầu trời
- Bất động và sinh ra các vật thể con (thường gọi là "vật thể vệ tinh")
- Được nhiều vật thể con bao quanh

#### Loại III
Vật thể lạ có dạng khối cầu, đĩa hay ellip.
- Chuyển động theo kiểu "lá rơi" xuống, hoặc lên và xuống hay đung đưa
- Đang chuyển động liên tục thì đột ngột dừng lại, rồi chuyển động tiếp
- Thay đổi hình dạng khi đang bay, chẳng hạn thay đổi độ sáng, sinh ra các vật thể con...
- Dạng "cá đuối" hay đi thành đám nhiều vật thể
- Đột ngột thay đổi quỹ đạo khi đang bay liên tục, chuyển thành bay chậm trên một khu vực nhất định, hoặc đột ngột chuyển hành trình

#### Loại IV
Vật thể lạ bay liên tục
- Bay liên tục

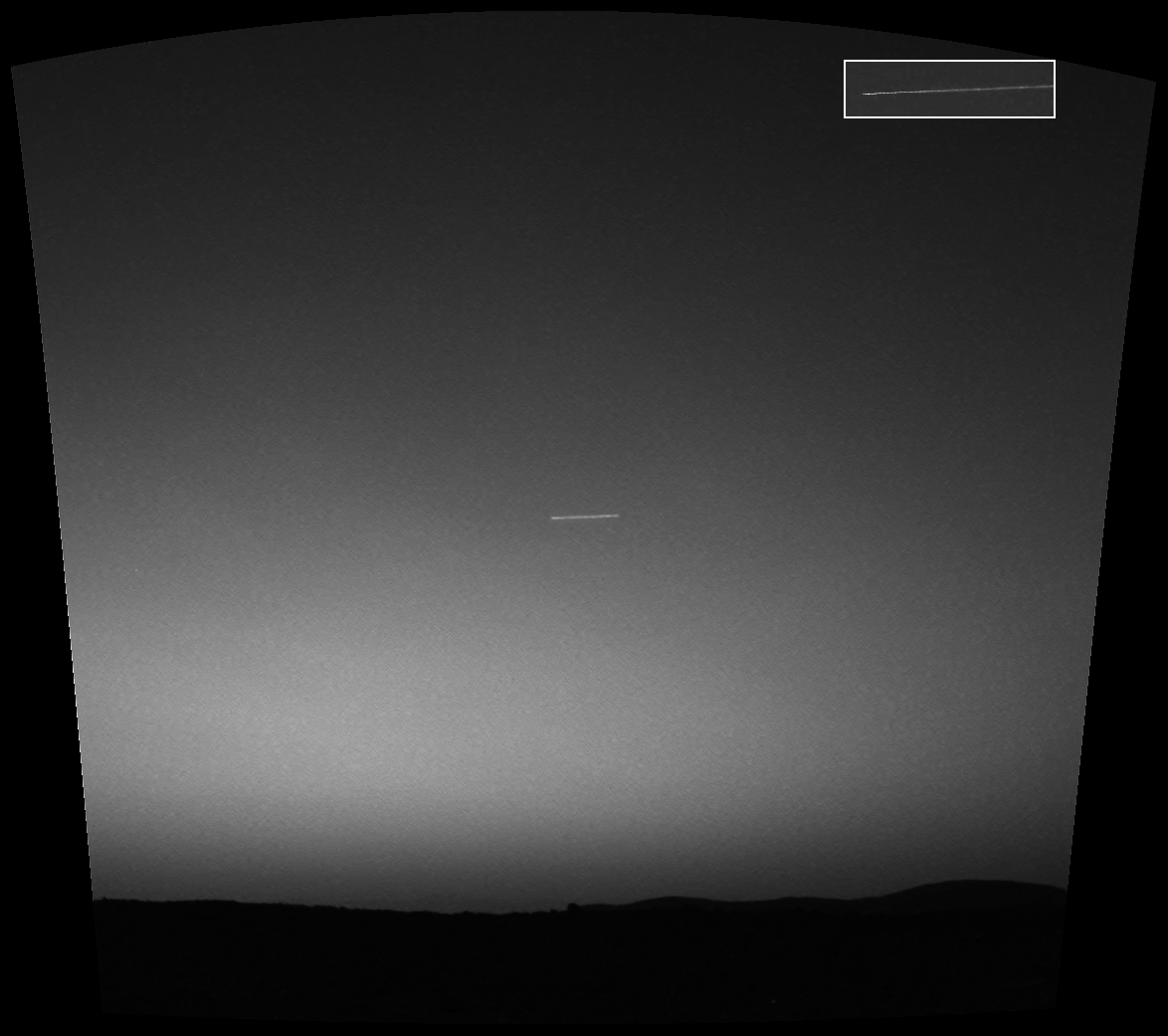
Một ví dụ về UFO loại IV và V: Một đốm sáng kì lạ xuất hiện trên bầu trời Sao Hỏa. Ảnh được chụp bởi xe tự hành Spirit.

- Quỹ đạo phụ thuộc vào chiếc máy bay ở gần
- Bay theo một khối tổ chức
- Quỹ đạo zig-zag

#### Loại V
Vật thể lạ mờ ảo, ví dụ không rõ vật liệu, không hữu hình hoàn toàn, không có dạng vật chất đặc.
- Mờ ảo
- Vật thể dạng điểm sáng như ngôi sao
- Lướt nhanh qua bầu trời, có thể với quỹ đạo kỳ lạ

## Vật thể bay đã xác định (IFO)
Khoảng 90% các báo cáo nhìn thấy UFO cuối cùng đã được giải thích. Trong khi chỉ có một tỉ lệ nhỏ báo cáo là cố ý tung tin sai lệch, hầu hết là do nhầm lẫn trong khi quan sát các hiện tượng tự nhiên và nhân tạo. Tuy nhiên, tỷ lệ thực tế giữa UFO và IFO phụ thuộc vào người nghiên cứu và thay đổi lớn tùy theo tiêu chuẩn.
Những nhầm lẫn thông thường khi quan sát hiện tượng nhân tạo là:
- Khí cầu (khí tượng hay du lịch)
- Máy bay quân sự

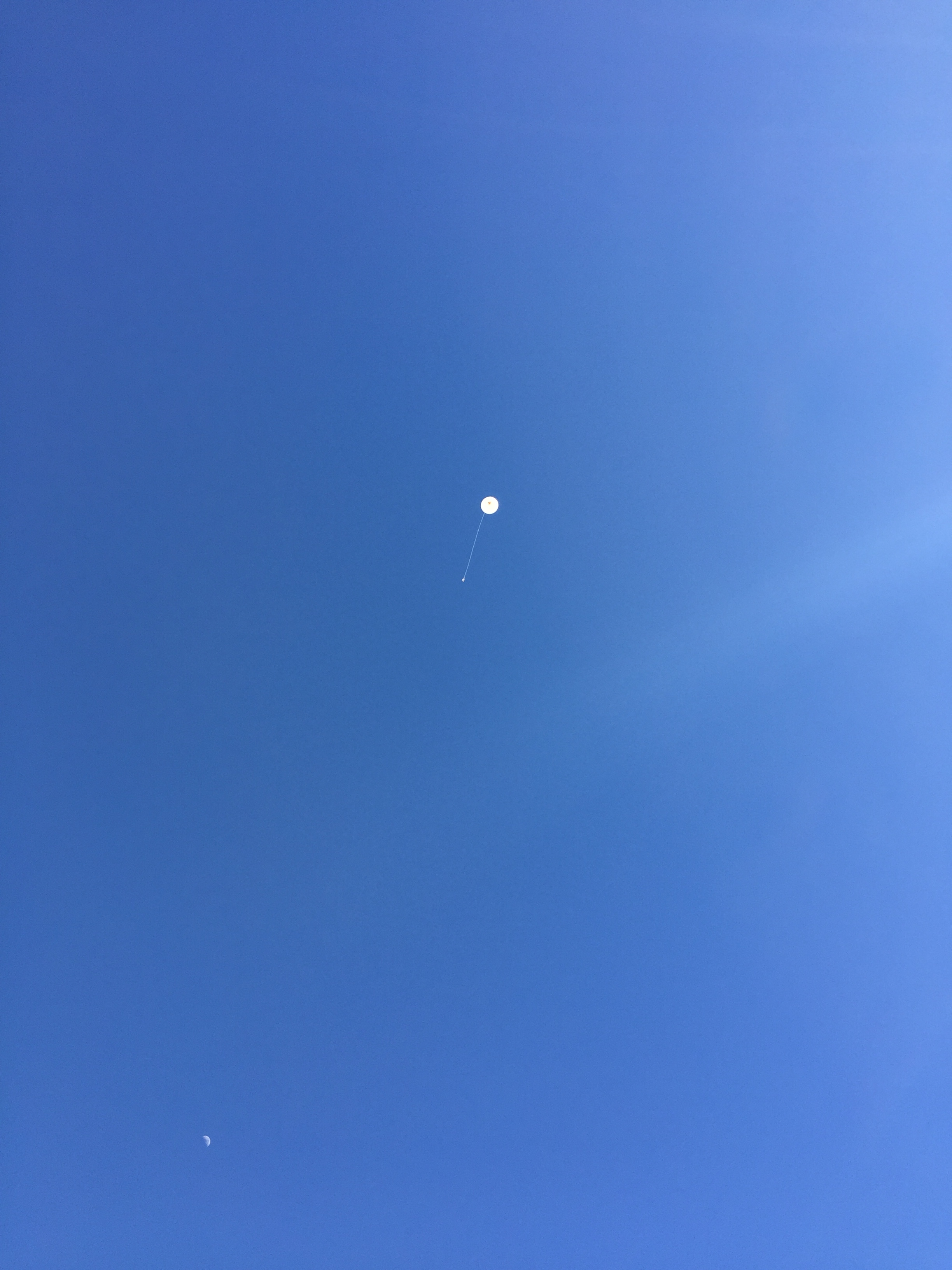
Khí cầu khí tượng thường hay bị nhầm thành UFO

- Ánh đèn nhấp nháy của máy bay thông dụng khi hạ cánh
- Máy bay đặc biệt hoặc kỹ thuật cao cấp (như SR-71 Blackbird, máy bay ném bom B-2 Steath)
- Máy bay quảng cáo
- Diều
- Pháo hoa
- Trò đùa cố ý

Những nhầm lẫn thông thường khi quan sát hiện tượng tự nhiên là:

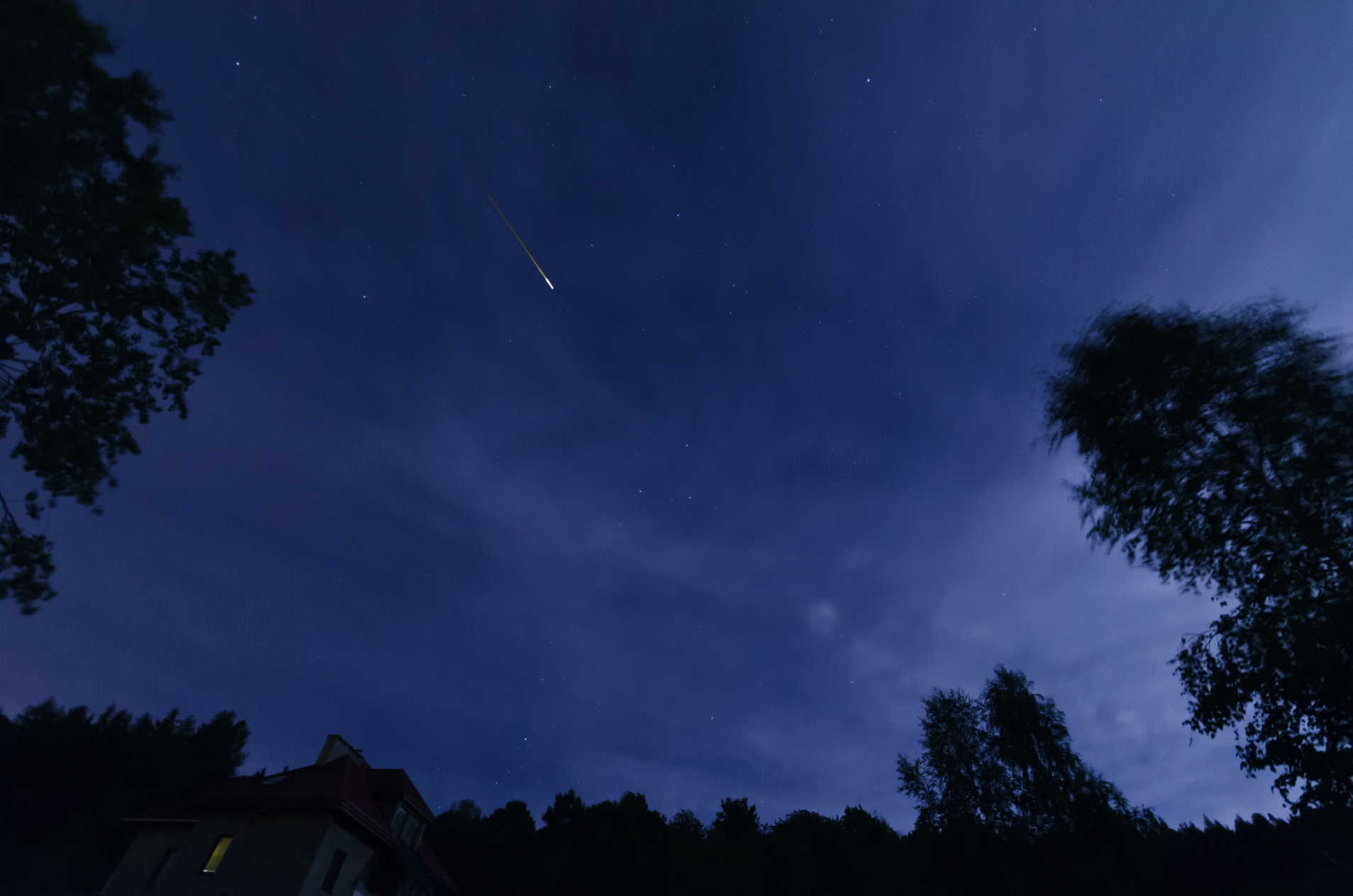
Đôi lúc những sao băng quá xa được nhìn bằng mắt thường khiến vài người nhầm tưởng là UFO

- Mặt Trăng, các ngôi sao và hành tinh
- Điều kiện thời tiết bất thường
- Sao băng ở gần hoặc có kích thước lớn
- Bầy chim
- Đàn côn trùng
- Sét hòn
- Cực quang

## Những cách giải thích UFO phổ biến
Tùy thuộc vào tác giả ước đoán, có từ 3% đến 30% trong tổng số các trường hợp vẫn còn chưa thể giải thích nổi. Một vài trong số những giả thuyết phổ biến nhất cho những sự kiện UFO chưa thể giải thích nổi là:
- Giả thuyết sinh vật ngoài Trái Đất viếng thăm (phổ biến nhất).
- Giả thuyết huyền bí.
- Giả thuyết cỗ máy thời gian hay khí cụ bay do tương lai gửi đến.

Tương tự, những người theo phe phản đối cũng đưa ra các giả thuyết:
- Giả thuyết tâm lý xã hội
- Giả thuyết các hiện tượng tự nhiên có thể giải thích được, ví dụ sét hòn
- Giả thuyết khí cụ bay nhân tạo (xem đĩa bay quân sự)

Thường thì hơn một cách giải thích- kết hợp nhiều giải thuyết nêu trên được trích dẫn để giải thích cho đa số các trường hợp.

## Hiện tượng huyền bí
Lĩnh vực UFO không phải lúc nào cũng trùng với sự kiện huyền bí, mặc dù thường thì là như vậy. Một vài nhà nghiên cứu cho rằng có mối liên hệ trực tiếp giữa UFO và hiện tượng huyền bí. Tương tự, một số giáo phái đã đưa UFO thành phần trung tâm của tín ngưỡng họ. (Xem Hiện tượng và giả thuyết huyền bí về UFO.)
Nhiều bức tranh tôn giáo rất cổ xưa mà cũng đã chứa hình ảnh về UFO và sinh vật ngoài Trái Đất. Cũng nhiều người tin rằng trong suốt lịch sử, sinh vật ngoài Trái Đất đã có ít nhiều ảnh hưởng đến phong tục tập quán nhiều khu vực. (Xem giả thuyết những nhà du hành vũ trụ cổ xưa.)

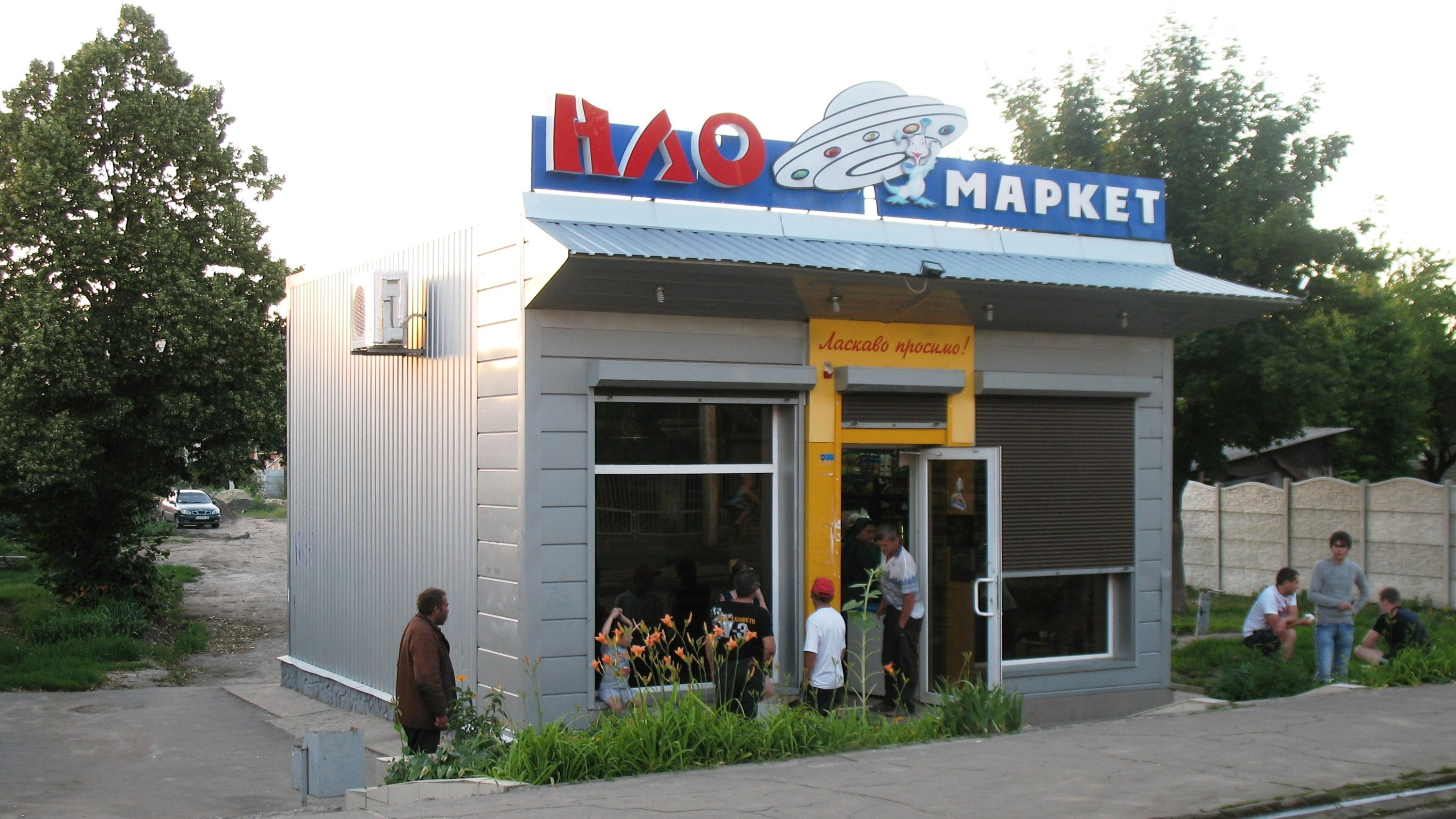
«UFO market»

## Thuyết âm mưu
Đôi khi người ta gán cho UFO là một phần trong những âm mưu kỹ lưỡng mà chính phủ đang cố ý che giấu sự tồn tại của sinh vật ngoài Trái Đất (alien) hay cộng tác với chúng.
Cũng có suy đoán rằng sự kiện UFO là các thử nghiệm bay của những khí cụ bay, vũ khí cao cấp. Trong trường hợp UFO bị nhìn thấy thì đó là sự thất bại trong việc giữ bí mật, hoặc cố ý tìm cách xâm phạm thông tin tình báo. (Xem Vùng 51.)
Cũng có đề xuất cho rằng tất cả hay đa số kỹ thuật, văn hóa nhân loại được xây dựng từ cơ sở từ các liên lạc với nền văn minh ngoài Trái Đất. (Xem giả thuyết những nhà du hành vũ trụ cổ xưa.)